# Bourletiella nonfasciata
Bourletiella nonfasciata är en urinsektsart som beskrevs av Jerry Allen Snider 1978. Bourletiella nonfasciata ingår i släktet Bourletiella och familjen Bourletiellidae. Inga underarter finns listade.